# Eszkatológia
Az eszkatológia (az eszkhaton = ’végső, utolsó’ és logosz = ’tudomány’ görög szóból) a vallási rendszerekben az emberek és a világ végső sorsának doktrínája; a jövőről, a végidőkről, a túlvilágról és az üdvösségről szóló tanítása, és a túlvilágról szóló tézis megnevezésére szolgál. A mindennapi tapasztalat és az isteni igazságosság ellentmondása oldódik fel a vallások eszkatológiájában, mint végső és láthatatlanul igazságot osztó Istenről szóló tanításban.
Különbség van az egyéni eszkatológia, azaz egy emberi lélek sorsának tana, és az egyetemes eszkatológia között, amely a világ és az emberi történelem végéről beszél, hogy mi fog ezután következni.

## A keresztény eszkatológia

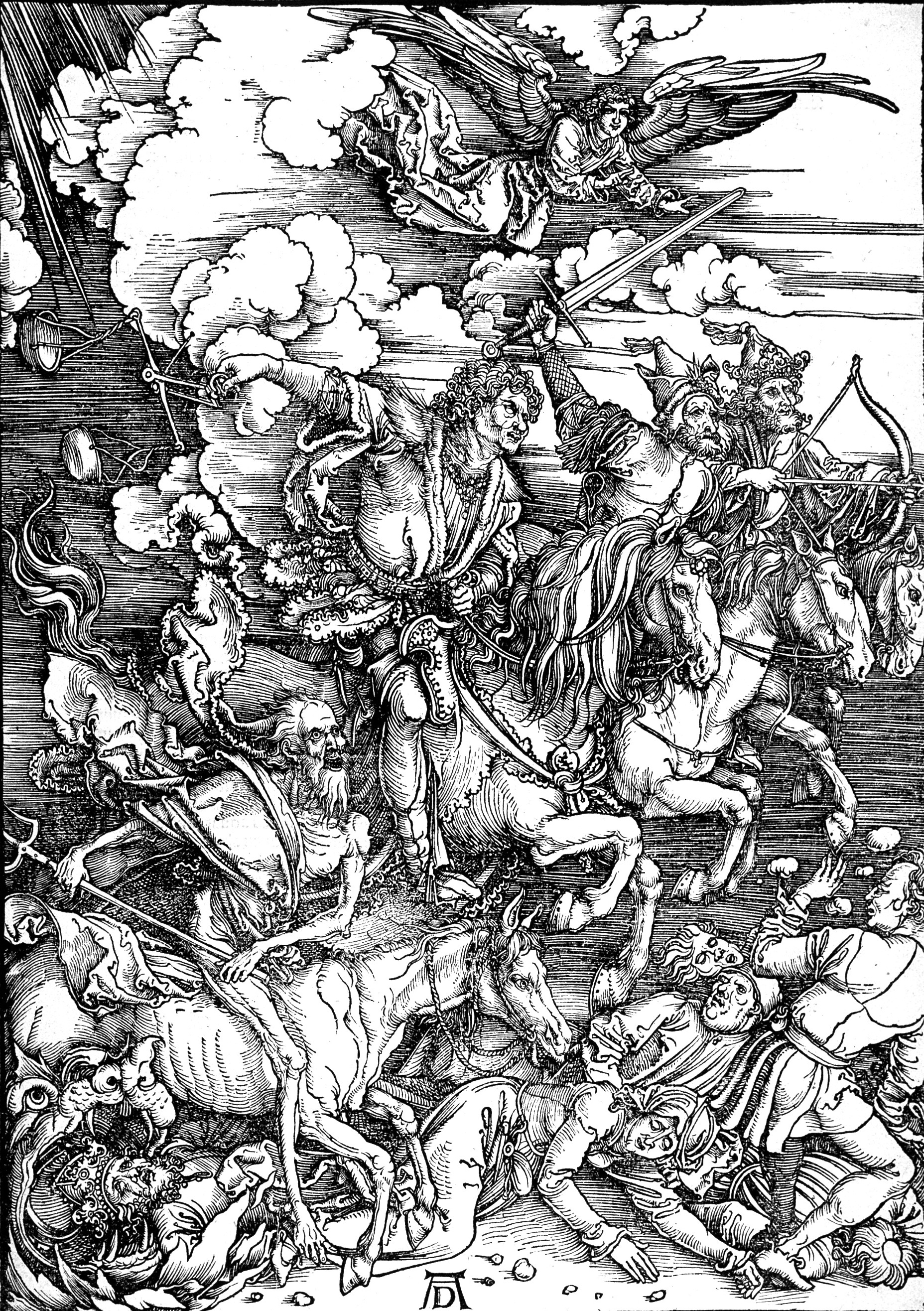
Az apokalipszis lovasai – Albrecht Dürer metszete

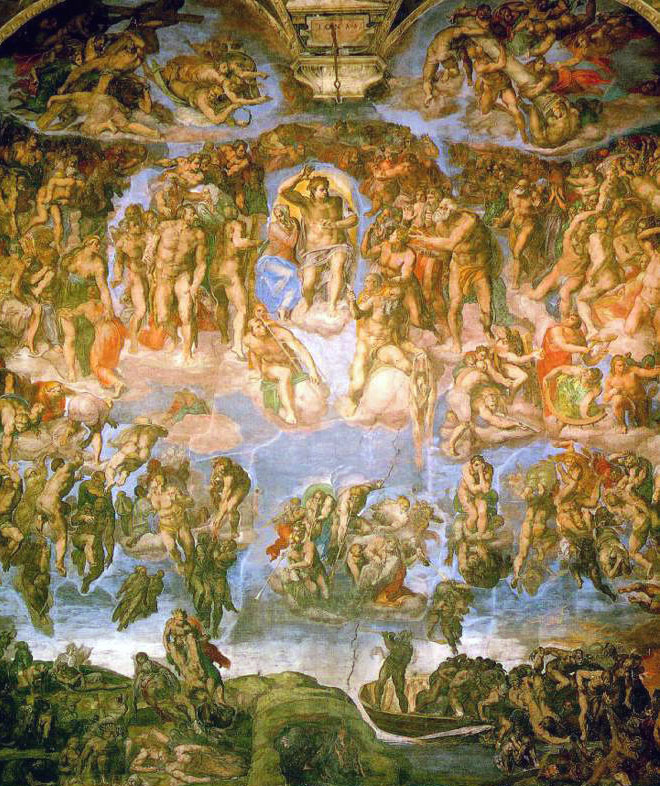
Az utolsó ítélet, Michelangelo freskója a Sixtus-kápolnában

A keresztény eszkatológia olyan témákat kíván tanulmányozni, mint a túlvilág, a menny és a pokol, Jézus második eljövetele, a halottak feltámadása, az elragadtatás, a nagy nyomorúság, a millennium, a világ vége, az utolsó ítélet és az Új Föld az eljövendő világban.
Eszkatologikus részek sok helyen megjelennek a Bibliában, mind az Ó-, mind az Újszövetségben. Számos Biblián kívüli példa is létezik eszkatologikus próféciákra, valamint a témához kapcsolódó biblián kívüli egyházi hagyományok.
A keresztény eszkatológia jól kiépített rendszere a késő ókori zsidó vallás túlvilági elképzeléseinek a továbbépítése, amely a zoroasztrizmus hatása alatt fejlődött tovább.

### A jelenések könyve
A Jelenések könyve a keresztény eszkatológia középpontjában áll. A könyvnek általában négy fő értelmezése van:
- A futurista értelmezés: a Jelenések könyvét többnyire beteljesületlen próféciákként kezeli, amelyek a jövőben zajlanak.
- A preterista értelmezés: a Jelenések próféciáit főként úgy veszi, hogy az beteljesült a múltban, főként az 1. század eseményeiben.
- A történelmi értelmezés: a Jelenések könyvét a történelem kontextusába helyezi, azonosítva a Jelenések könyvében szereplő alakokat és részeket a főbb történelmi emberekkel és eseményekkel. Ezt a nézetet vallotta a protestáns fő reformátorok többsége,[7][8][9] vagy John Wesley is.[10]
- Az idealista értelmezés: a Jelenések könyvének leírását szimbolikus beszámolóknak veszi, amelyek a jónak a gonosz feletti folyamatos harcával és a végső diadalával foglalkoznak.

### Ítélet
A keresztény eszkatológia, amelyet a dogmatika tárgyal, első részében az egyes emberek túlvilági sorsával foglalkozik. Tanítása szerint minden egyes ember túlvilági sorsa a világ végén bekövetkező ítéleten dől el. Az ítélet után a jók lelkei közvetlenül, vagy a (katolikus tanítás szerint) a purgatóriumon keresztül a mennyországba, a gonoszok lelkei pedig a pokolba jutnak.

### Az új világ
A keresztény eszkatológia második része a világmindenség végső dolgaival foglalkozik. Tanítása szerint a jelen világnak egyszer és mindenkorra vége lesz, és „új föld” kezdődik. 
Egyes protestáns álláspontok alapján a világvége szoros összefüggésben áll a predesztinációról, az eleve elrendeltetésről szóló tanítással. E felfogás szerint Isten csalhatatlanul és megváltoztathatatlanul eldöntötte, hogy kik fognak üdvözülni. Nem tudjuk, hogyan létezhet együtt Isten "kiválasztása" és az emberi szabadság, de Isten magasan felette áll az emberi értelemnek, döntéseit emberi mivoltunk, értelmünk korlátainál fogva nem mindig értjük meg. Hittel kell elfogadnunk Isten végtelen hatalmát és bölcsességét és egyben az ember szabad választási lehetőségét – a két dolog között nem kell kompromisszumot keresni.
A katolikus tanítás szerint nincs előre elrendelve kik üdvözülnek és kik kárhoznak el. Isten nem teremtett senkit eleve kárhozatra. Isten minden embert egyformán szeret és vágyik rá, hogy mindenkit üdvözítsen.) Eltérnek a teológiai vélemények abban, hogy vajon a predesztináció ingyenes, vagy az emberek érdemszerző tevékenységének függvénye. (A Katolikus tanítás szerint ez olyan kérdés, amely egyszerűen kategorikusan nem megválaszolható. Az ember egymagában képtelen lenne Istenhez mérten megfelelő szintű érdemet felmutatni, de a Szentlélekkel együtt, maga a lélek képes az emberen keresztül működve ilyen érdemszerző tettre. (lásd még: Szt. Tamás)

### A páli fordulat
A keresztény eszkatológia társadalmi tartalma a páli fordulat után lényeges változáson esett át. Az első keresztény gyülekezetek a világ végétől és az utolsó ítélettől az elesettek ezeréves messiási birodalmának megalapítását várták (lásd: chiliasmus). Hasonló tanokat hirdettek a középkori antifeudális eretnekmozgalmak hívei.
A páli fordulat után lett hivatalossá az a nézet, amely szerint elvont és a fennálló viszonyokat nem tagadó erkölcsi törvények megtartása vagy megszegése alapján dől el az emberek túlvilági élete és örök sorsa. E nézet elterjedése azonban nem jelenti azt, hogy Pál apostol a cselekedetek erkölcsi tisztaságától tette volna függővé a túlvilági sorsot. Az viszont tény, hogy a reformáció hajnalára már előtérbe került az evilági cselekedetek túlvilági jelentőségének hangsúlyozása és áruba bocsátása.
A páli fordulat tényleges mibenlétét csak a reformáció, és azon belül is Luther tisztázta.

### A lutheri fordulat
A túlvilági élet a keresztyén hit szerint kétféle lehet. A pokol, amely lényege a teljes elválasztottság az Úrtól. A mennyország, amelyben a megigazultak paradicsomi harmóniában élnek az Úrral. A reformáció kora előtti időszakban Európa néptömegeit izgatta a megigazulás kérdése, hogy mitől lehet üdvözülni. A pápaság és a katolikus klérus bűnbocsátó céduláinak árusítása is e felfokozott érdeklődésre épített.
Luther Márton a korábbi szokásokkal ellentétben, görög eredetiben tanulmányozta az Újszövetséget és héberül az Ószövetséget, és eközben felfigyelt azon igehelyekre, amelyek alapján nyilvánvalóvá vált, hogy a megigazulás egyetlen elengedhetetlen, de egyúttal elégséges feltétele a hit. (Ezt a kora protestáns tanítást sokkal árnyaltabban gondolta Luther. A Nemzetközi Lutheránus Világtanács és Róma a 20. század végén megegyezett a közös megfogalmazásban. A katolikus tanítás szerint amint a Jakab levél 2. fejezet 14-26 versben írtak az irányadók. Nem elég a hit, ha abból nem következnek a Szentlélektől sugallt tettek, és nem elegendők a jó tettek hit nélkül. A közös megfogalmazás amit az evangélikus és a katolikus egyház közösen fogadott el a következő.: Az ember hit által igazul meg, de a hitből fakadóan a Szentlélek által indított cselekedetek is szükségesek ehhez.) Az a hit, hogy a történelemben megjelent Jézus valójában az ószövetségi időkben megígért messiás, az írások és próféciák isteni beteljesítője. Ez az Újszövetség fő üzenete.
„Egyedül hit által.”, röviden így utalnak erre a felismerésre, tehát hogy hit által lehet megigazulni, és egyedül csak tettek által nem lehet üdvözülni, megigazulni.
A reformáció azért söpört futótűzként végig Európa jelentős részén, mert a megigazulás kérdésére sokak által jól érthető választ adott. A válasz oly mértékben természetes, hogy a reformációt követő fél évezred során a nem protestáns keresztyének teológiája is elmozdult ebbe az irányba.

## Analógia a filozófiában és a tudományban
Alkalmanként a „fizikai eszkatológia” kifejezést használják az asztrofizika hosszú távú előrejelzéseire a Föld jövőjéről és az univerzum végső sorsáról. 
Ez egy új diszciplína, amely reális tényekből kiindulva vizsgálja az emberiség, a Föld és az univerzum végét és ennek vélhető okait. 
Martin Rees brit csillagász 1969-ben vetette fel először, hogy a lineárisnak elképzelt idővonalnak nemcsak az elejét, hanem a végét is fel kell fedezni, a Big Bang mellett az univerzum utolsó pillanataival (illetve általánosabban fogalmazva: a nagyon távoli jövőjével) is érdemes foglalkozni.

### Jelentős képviselői
- J.B.S. Haldane (1923-ban írta a Daedalus, or, Science and the Future című művét),
- Arthur Stanley Eddington (1941-es tanulmánnyal),
- Freeman Dyson: Time Without End: Physics and Biology in an Open Universe, 1979. c. műveivel.
- Magyarországon Galántai Zoltán.

## Történelmi eszkatológia
A „történelem filozófiája” kifejezést Voltaire használta először, és a felvilágosodás programját követve, szekularizált formában, az isteni gondviselésre nem hivatkozva írta meg a világtörténelmet. Az emberi észbe és haladásba vetett hitre változtatott keresztény eszkatológiai gondolat a francia felvilágosodás képviselői mellett (mint például Voltaire, Condorcet vagy Rousseau) a német idealizmus legfontosabb szerzőinek (Kant, Hegel, Schelling) is központi témájává vált.
Már a 18. században megjelent azon elképzelés, mely az észszerűen berendezett világállamot vagy egyetemes államot (Universal-Staat) jelölte meg az emberi történelem végpontjaként. A világkormány első modern koncepciója – mely már nem a keresztény univerzalizmuson alapult – Immanuel Kant német filozófushoz kötődik. 1795-ben megjelent, Az örök béke címet viselő esszéjében úgy vélekedett, a hadseregek feloszlatása és a szuverén államok közös megegyezése szolgálja a tartós békét.
Az eszkatologikus történelemfelfogásra szintén példa Marx és Engels osztályharc-elmélete, mely szerint „minden eddigi társadalom története osztályharcok története”. A marxista–leninista és trockista tanok szerint a történelem „fejlődése” a kapitalizmus megdöntése után szükségszerűen egy világméretű kommunista társadalomhoz vezet.
1989-ben nagy sajtónyilvánosságot kapott Francis Fukuyama A történelem vége? című esszéje, majd könyve, amelyben a kommunista rezsimek összeomlását követően azt állította, hogy a történelmi haladás, mint ideológiák közti harc tulajdonképpen véget ért, és a hidegháború időszaka után a világban a liberális demokrácia uralmának kora következik, a politika és gazdasági liberalizmus elkerülhetetlen győzelmével. Fukuyama nézetrendszere a történelem egyetlen logikus végkifejleteként, az emberiség elérendő céljaként határozza meg a liberális demokráciát.
Két nemzet lesz a föld ekkor, s ez szembe fog állni:

A jók s a gonoszak. Mely eddig veszte örökké,

Győzni fog itt a jó. De legelső nagy diadalma

Vértengerbe kerűl. Mindegy. Ez lesz az itélet,

Melyet igért isten, próféták ajkai által.

Ez lesz az ítélet, s ez után kezdődik az élet,

Az örök üdvesség; s érette a mennybe röpűlnünk

Nem lesz szükség, mert a menny fog a földre leszállni.

## Magyar nyelvű irodalom
- Rudolf Bultmann: Történelem és eszkatológia (fordította Bánki Dezső), Atlantisz Könyvkiadó, Budapest, 1994 (A kútnál) ISBN 9637978410
- Nagymihályi Géza: Eszkatológia és misztika a keresztény keleten. Művészettörténeti tanulmányok; kiad. az M+Z 2000 Kft., Hajdúböszörmény, 1999
- Varga László: "Idő többé nem lészen!". Vitatott eszkatológiai kérdések bibliai alapja; Debreceni Református Kollégium, Debrecen, 2000
- Dogmatika. Egyetemi jegyzet; Lux, Bp., 2001 (Nemzetközi theologiai könyv)
  - 2. Kocsis Elemér–Szathmáry Sándor–Török István: Eszkatológia
- Jacob Taubes: Nyugati eszkatológia; ford. Mártonffy Marcell, Miklós Tamás; Atlantisz, Bp., 2004 (A kútnál)
- Pap Géza: Azok a napok és ama nap. Jézus és az utolsó idők. Márk 13 alapján; Erdélyi Református Egyházkerület, Kolozsvár, 2004 (Eszkatológiai textusok)
- Matthias Zeindler: Az ítélő Isten. A keresztyén hit egyik nélkülözhetetlen eleméről; ford. Gromon András; Kálvin, Bp., 2005
- Jürgen Moltmann: Minden végben kezdet rejtezik. Kis reménytan; ford. Gromon András; Bencés, Pannonhalma, 2005 (Napjaink teológiája)
- Anton Ziegenaus: A teremtés jövője istenben. Eszkatológia. Katolikus dogmatika; ford. Szalay Mátyás; Szt. István Társulat, Bp., 2008 (Szent István kézikönyvek)
- Fodor György: Jövővárás az Ószövetségben; PRTA–L'Harmattan, Pápa–Budapest, 2009 (Simeon könyvek)
- Pap Géza: Az ezer esztendő. A Jel. 20,1-10 magyarázata; Erdélyi Református Egyházkerület, Kolozsvár, 2010 (Eszkatológiai textusok)
- Németh Tamás: Az Óegyház eszkatológiája. Az eszkatológiai gondolkodás fejlődése és hatása a reformációra; PRTA, Pápa, 2016 (Acta theologica Papensia)
- Ledán M. István: A halál mint álom. Az újszövetségi álom-eszkatológia az ógörög sírfeliratok tükrében; DRHE Újszövetségi Tanszék, Debrecen, 2021 (A Debreceni Református Hittudományi Egyetem Újszövetségi Tanszékének kiadványai)
- Johannes Fried: Hány nap még a világ? A modern tudomány születése. A mai természettudományok kialakulása a középkori apokaliptikus gondolkodásból; ford. Lénárt Tamás; Atlantisz, Bp., 2022 (A kútnál)
- Az ókori keresztyén világ VII-IX. Eszkatológiai mozaikok; szerk. Ledán M. István, Németh Áron; DRHE Patmosz Kutatóintézet, Debrecen, 2023 (Patmosz könyvtár)